# 2017年亞洲冬季運動會阿拉伯聯合大公國代表團
2017年亞洲冬季運動會阿拉伯聯合大公國代表團是阿拉伯聯合大公國派出的2017年亞洲冬季運動會代表團。該國參加了兩個項目的賽事。(花式滑冰與冰球)